# Chapuisia scutellaris
Chapuisia scutellaris es un coleóptero de la familia Chrysomelidae. Fue descrita científicamente en 1927 por Weise.